# Burg Baldeck
Die Burg Baldeck ist eine abgegangene Felsenburg auf einem 628 m ü. NN hohen Felsen über dem oberen Ermstal 2000 Meter südwestlich des Ortsteils Wittlingen der Stadt Bad Urach im Landkreis Reutlingen in Baden-Württemberg.

## Geschichte
Die Burg Baldeck (aus dem mittelhochdeutschen baldw = kühn) wurde von den niederadligen Herren von Baldeck, die Gefolgsleute der Grafen von Urach waren, um 1250 erbaut. 1256 wurde die Burg von den Grafen Rudolf von Tübingen, Ulrich von Württemberg und Hartmann von Grüningen während einer Belagerung beurkundet. Vermutlich fiel die Burg der Belagerung zum Opfer und wurde in der ersten Hälfte des 16. Jahrhunderts aufgegeben.
Um 1700 herum wurde die im Volksmund als „Mörderschlössle“ bezeichnete Ruine vermutlich abgebrochen, damit sie nicht mehr als Räuberunterschlupf genutzt werden konnte. Von der ehemaligen Burganlage sind nur noch wenige Mauerreste und in den Fels gehauene Treppenstufen erhalten.

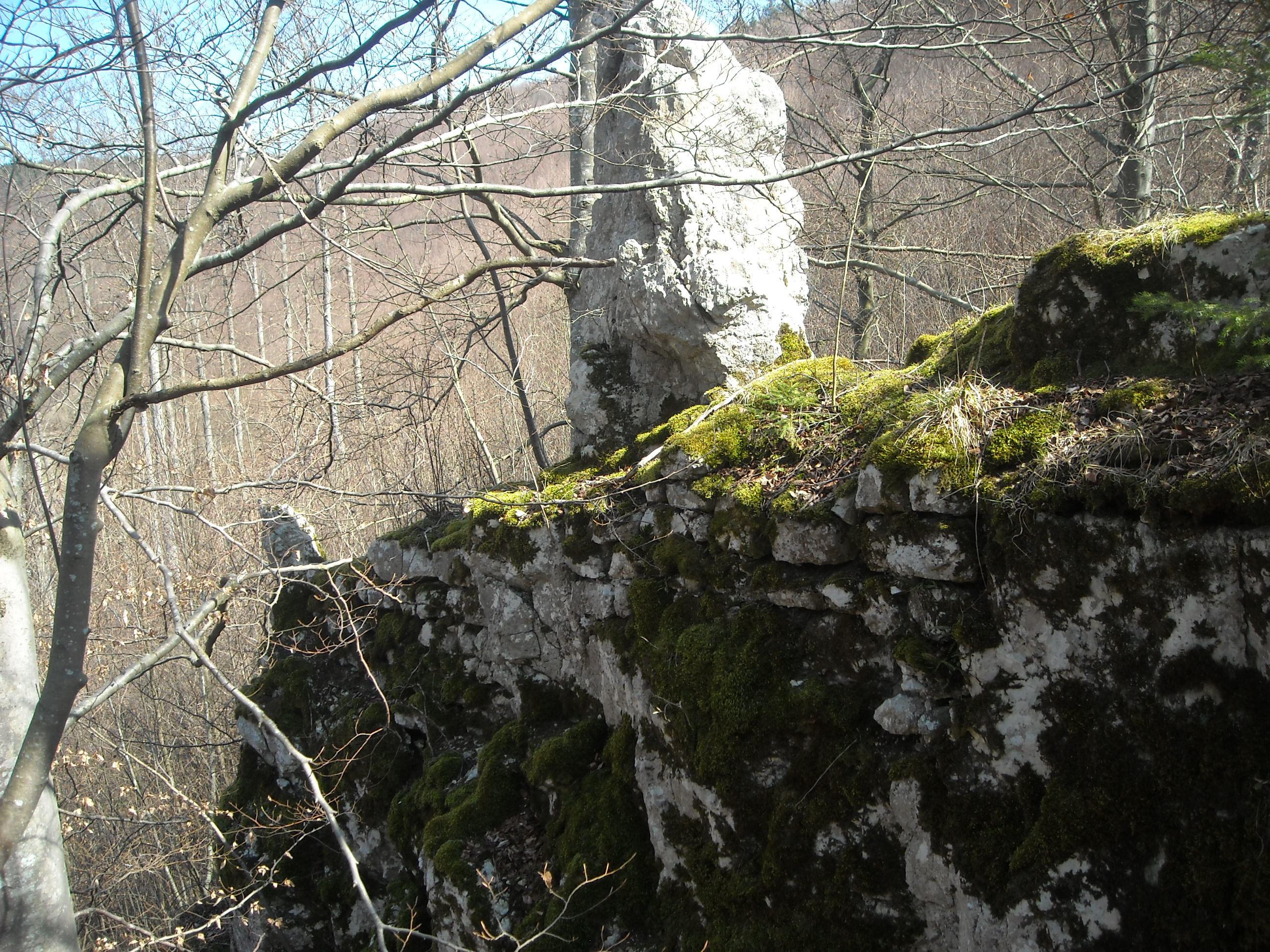
Einzig sichtbarer Mauerrest der Ruine Baldeck
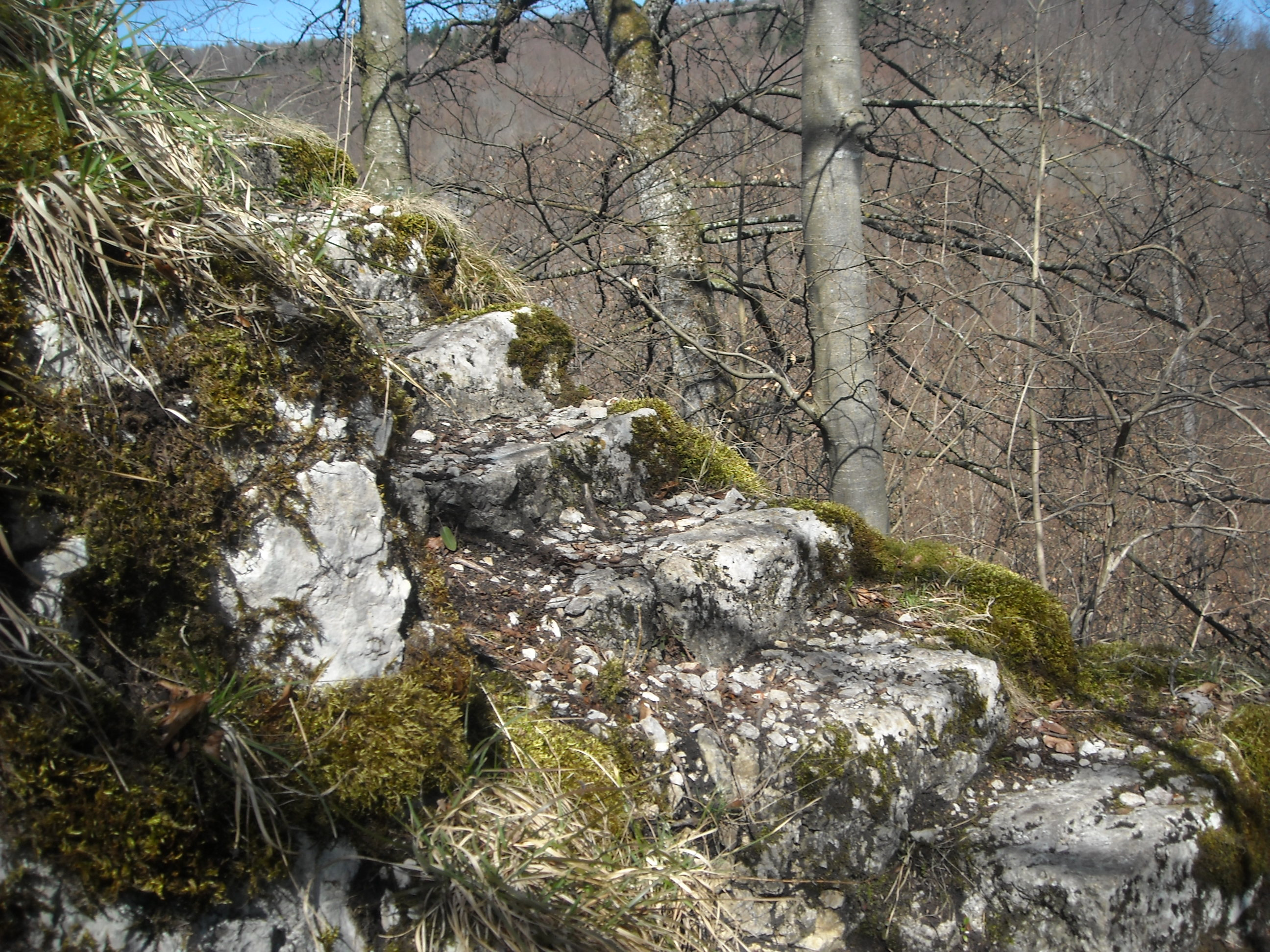
In den Fels gehauene Treppenstufen